# 加科納 (阿拉斯加州)
加科納（英語：Gakona）是位於美國阿拉斯加州瓦爾迪茲-科爾多瓦人口普查區的一個人口普查指定地區。根據2010年美國人口普查，該地共人口218人，而該地的面積約為185.90平方千米。

## 地理
加科納的座標為62°18′17″N 145°16′24″W / 62.30472°N 145.27333°W，而該地的平均海拔高度為432米（即1424英尺）。